# Rue Coq-Héron
La rue Coq-Héron est une voie du 1er arrondissement de Paris, en France.

## Situation et accès
Située dans le quartier des Halles, la rue débute 24-28, rue Coquillière et se termine 17, rue du Louvre.

## Origine du nom
Elle porte ce nom en raison d'une enseigne.

## Historique

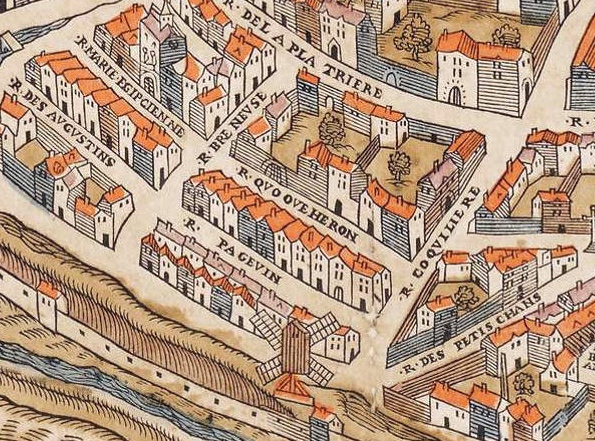
La « rue Quoque Heron » vers 1550. Détail du plan de Truschet et Hoyau.

Au XIIIe siècle, alors impasse, elle portait déjà le nom de « Coquehéron  » en raison d'une enseigne.
Les copistes ont quelquefois défiguré ce nom en écrivant « rue Quoque Heron », « rue Quoque-Héron », « rue Gogue-Héron », « rue Maguéron », « rue Maqueron » « rue Moquehéron », « rue Moqueron » puis « rue Coq-Héron »,.
Elle est constituée en rue à la suite de la vente de l'hôtel de Flandres, ordonnée par lettres patentes de septembre 1543 par François Ier.
Elle s'étendait autrefois sous le nom de « rue Coqhéron » jusqu'à la rue Montmartre, puisque la rue de la Jussienne se nommait « rue Coqhéron, dite de l'Égyptienne ».
Elle est citée sous le nom de « rue du Coq héron » dans un manuscrit de 1636.
En 1702, la « rue Coqueron » ou « rue Coq-Héron », qui fait partie du quartier de Saint-Eustache, débute à l'angle des rues Verdelet et Pagevin, vis-à-vis de la rue de la Jussienne, et se termine rue Coquillière, vis-à-vis la rue du Bouloi et comprend 14 maisons et 7 lanternes publiques.
Selon une note accompagnant une édition de L'Éducation sentimentale de Gustave Flaubert (1869), le bureau des messageries, terminus et point de départ des diligences, se situait rue Coq-Héron.

## Bâtiments remarquables et lieux de mémoire
- No 3 : hôtel particulier du banquier Étienne Delessert (1735-1816), qui y meurt[8],[9].
- No 5 : le Mousquetaire, journal d'Alexandre Dumas, de la fin 1854 à 1857 et La Petite Lune, hebdomadaire satirique publié de 1878 à 1879, y avaient leurs bureaux ; et le Touring club de France y avait son siège social.
- No 9, à l'angle de la rue du Louvre : hôtel Bullion, édifice  Inscrit MH (1925)[10].
- No 13 : bien que ce numéro n'existe pas, c'est au 13 rue Coq-Héron qu'Edmond Dantès doit emmener la lettre à M. Noirtier dans Le Comte de Monte-Cristo de Alexandre Dumas. Cette lettre lui vaudra de passer 14 ans au château d'If.

## Pour approfondir